# (73699) Landaupfalz
(73699) Landaupfalz ist ein Asteroid im mittleren Hauptgürtel, der von den deutschen Astronomen Lutz D. Schmadel und Freimut Börngen am 4. Oktober 1991 am Observatorium Tautenburg (IAU-Code 033) in Thüringen entdeckt wurde.
Benannt wurde der Asteroid am 12. Januar 2017 nach der Stadt Landau in der Pfalz im Süden von Rheinland-Pfalz.